# Thriller (album)
Thriller – szósty solowy album studyjny amerykańskiego piosenkarza Michaela Jacksona, wydany 30 listopada 1982 przez wytwórnię Epic Records, nagrywany w Westlake Recording Studios w Los Angeles. Thriller to najlepiej sprzedający się album wszech czasów. Liczba sprzedanych egzemplarzy na całym świecie wynosi ponad 100 milionów (33 miliony w Stanach Zjednoczonych). Płyta spędziła łącznie rekordowe 37 tygodni na szczycie amerykańskiej listy przebojów Billboard 200 oraz cały rok w pierwszej dziesiątce tej listy.
Thriller pomógł Jacksonowi przełamać bariery rasowe w muzyce popularnej, co objawiło się w spotkaniu piosenkarza z prezydentem Stanów Zjednoczonych Ronaldem Reaganem oraz częstym graniu jego kompozycji w MTV. Michael Jackson był jednym z pierwszych artystów, którzy za sposób promowania swoich albumów obrali nagrywanie teledysków. Teledyski do utworów „Thriller”, „Billie Jean” i „Beat It” były regularnie grane w MTV.
Siedem utworów z albumu ukazało się jako single. Piosenka „The Girl Is Mine” śpiewana z byłym członkiem The Beatles, Paulem McCartneyem stała się pierwszym singlem płyty. „Billie Jean”, utwór wydany na drugim singlu, wyniósł piosenkarza na szczyty list przebojów. Trzeci singel, „Beat It”, potwierdził sukces albumu, stając się natychmiastowym hitem. Solo gitarowe w utworze zagrał gitarzysta Eddie Van Halen.
Płyta znajduje się w National Recording Registry, natomiast teledysk do utworu „Thriller” w National Film Registry Biblioteki Kongresu. W 2003 album został sklasyfikowany na 20. miejscu listy 500 albumów wszech czasów dwutygodnika „Rolling Stone”. Dwa utwory z płyty znalazły się na liście 500 utworów wszech czasów tego samego magazynu w 2004, są to „Billie Jean” (58) i „Beat It” (337). W 2012 „Slant Magazine” umieścił album na pierwszym miejscu listy najlepszych albumów lat 80.
11 lutego 2008 została wydana edycja specjalna, celebrująca 25-lecie albumu. Na płycie, oprócz podstawowych dziewięciu utworów, znalazły się remiksy wykonane przez znane gwiazdy oraz jeden nieopublikowany wcześniej utwór „For All Time”. Remiks „Wanna Be Startin’ Somethin’” zawiera kilka sekund nowego wokalu Jacksona.

## Tło
Poprzedni album Jacksona Off the Wall zebrał bardzo dobre recenzje od krytyków i okazał się także komercyjnym sukcesem, sprzedając się w 8 milionach kopii w Stanach Zjednoczonych. Michael Jackson lata pomiędzy Off the Wall i Thriller wspominał tak: „Nawet w domu jestem samotny. Czasami siedzę w swoim pokoju i płaczę. Tak trudno jest znaleźć przyjaciół... Czasem spaceruję koło domu sąsiada w nocy, żeby znaleźć kogoś z kim mógłbym pogadać, ale po pewnym czasie wracam do siebie.”. Kiedy Jackson skończył 21 lat w sierpniu 1979, zatrudnił Johna Branca na stanowisko jego menadżera.
Michael zatrudnił Branca, ponieważ chciał być gwiazdą w show-biznesie, chciał być „najbogatszym”. Piosenkarz był zawiedziony, że „Off the Wall” nie otrzymał Nagrody Grammy za Nagranie roku. Muzyk czuł się niedoceniany. W 1980 poprosił magazyn „Rolling Stone” o to, aby umieścił go w czołówce czasopisma, lecz ten odmówił. Jackson skometował to tak: „Powtarzałem w kółko, że czarni ludzie na okładkach czasopism nie sprzedają kopii... Poczekajcie. Pewnego dnia te magazyny będą prosić mnie o wywiad. Może dam im jeden, może nie.”.

## Nagrywanie

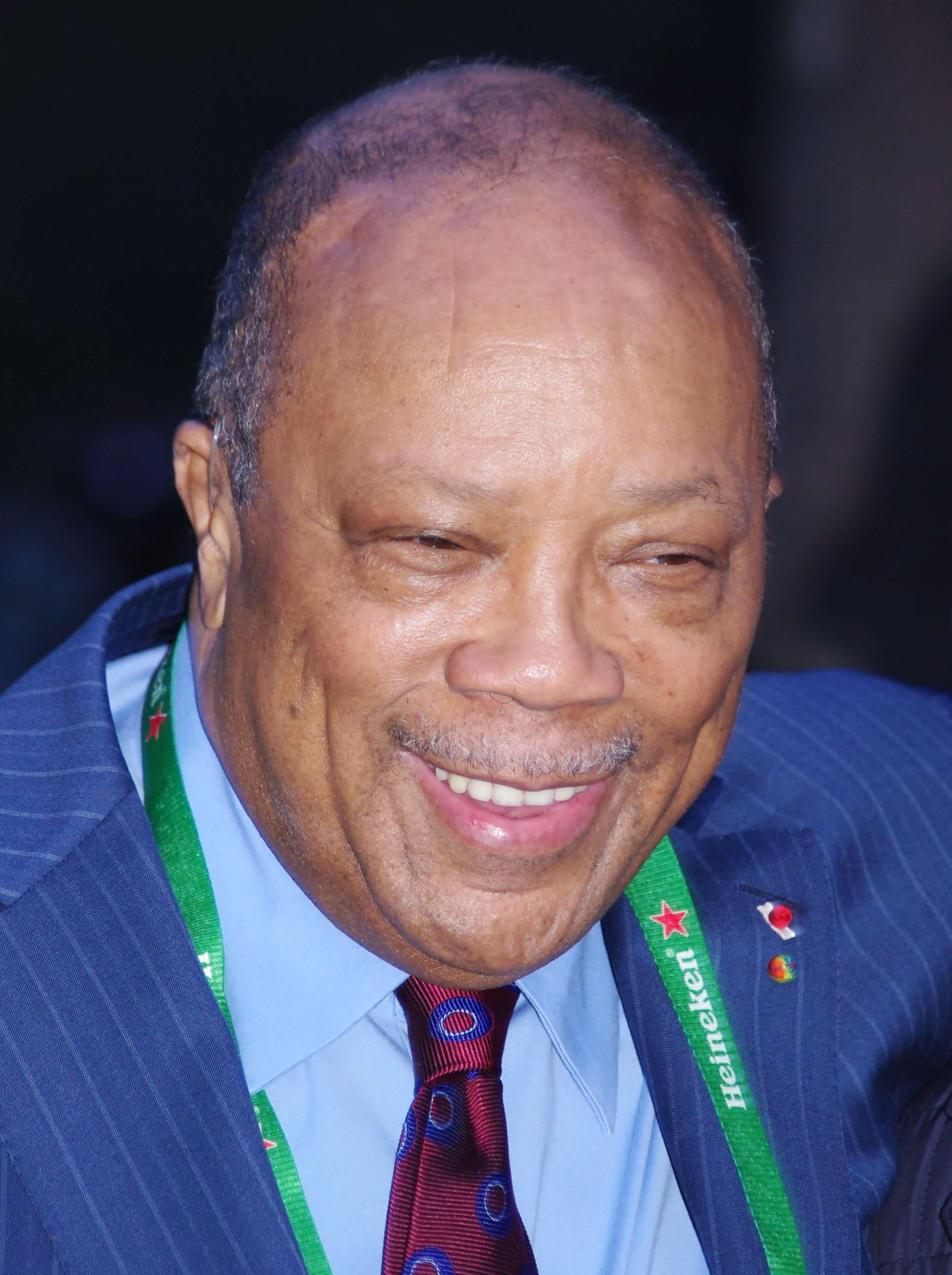
Quincy Jones podobnie jak na Off the Wall, zajął się produkcją płyty

Michael Jackson ponownie połączył siły z Quincym Jonesem, aby nagrać Thriller. Para pracowała razem nad 30 utworami, z których dziewięć znalazło się na albumie. Płyta była nagrywana w Westlake Recording Studios w Los Angeles. Nagrywanie albumu kosztowało 750 000 dolarów amerykańskich. Tworzenie wydawnictwa rozpoczęło się 14 kwietnia 1982 o godzinie dwunastej w południe z Jacksonem i Paulem McCartneyem, którzy nagrywali razem utwór „The Girl Is Mine”. Album został ukończony wraz z miksowaniem 8 listopada 1982. Kilkoro członków zespołu Toto również zostało zaproszonych do nagrywania płyty. Jackson napisał cztery piosenki na album, są to: „Wanna Be Startin’ Somethin’”, „The Girl Is Mine”, „Beat It” i „Billie Jean”. Michael w przeciwieństwie do większości muzyków nie zapisywał tekstów na kartce, zamiast tego nagrywał śpiewając z pamięci.
Relacje pomiędzy Jonesem a Jacksonem stały się napięte podczas nagrywania albumu. Michael Jackson spędzał za dużo czasu ćwicząc samemu układy taneczne. Kiedy dziewięć utworów zostało nagranych, Jones i Jackson byli niezadowoleni, więc spędzając nad tym tydzień, zremiksowali każdy z nich.
Jackson chciał stworzyć album na którym „każda piosenka będzie zabójcą”, dlatego nazwał go Thriller. Producent albumu Quincy Jones i twórca tekstów Rod Temperton przekazali dokładne informacje o nagrywaniu albumu w wywiadzie dołączonym do edycji specjalnej z 2001. Jones powiedział, że „Billie Jean” był bardzo osobistym utworem dla Jacksona, ponieważ piosenkarz musiał poradzić sobie z wieloma obsesyjnymi fanami. Producent nalegał, aby długi wstęp do utworu został skrócony, ale Michael Jackson chciał go zostawić, bo sprawiał, że chciało mu się tańczyć. Jones i Jackson postanowili stworzyć utwór rockowy, który przypadłby do gustu wszystkim słuchaczom i przez kilka tygodni szukali odpowiedniego gitarzysty do utworu „Beat It”. Ostatecznie zdecydowali się na Steve’a Lukathera z zespołu Toto i Eddiego Van Halena z grupy Van Halen, który zagrał gitarowe solo w tejże piosence.
Kiedy Rod Temperton napisał utwór „Thriller” najpierw chciał go nazwać „Starlight”, albo „Midnight Man”, ale ostatecznie zdecydował się na nazwę, która przetrwała do dziś. Quincy Jones, który pragnął znaleźć kogoś odpowiedniego do wyrecytowania końcowej kwestii tekstu, zaproponował to aktorowi horrorowemu Vincentowi Price’owi. Aktor był znajomym żony Jonesa. Price nagrał swoją kwestię w zaledwie dwóch ujęciach. Temperton napisał mówioną część tekstu w taksówce, w drodze do studia.

## Muzyka i teksty
Thriller łączy ze sobą różne style muzyczne, między innymi pop, post disco, rock i funk. Na albumie znajdują się ballady: „The Lady in My Life”, „Human Nature” i „The Girl Is Mine”, funkowa część: „Billie Jean” i „Wanna Be Startin’ Somethin’”. Posiada także stronę disco: „Baby Be Mine” i „P.Y.T. (Pretty Young Thing)”. Według Stephena Thomasa Erlewina z AllMusic, Jackson udoskonalił atuty występujące na poprzednim albumie, czyli Off the Wall. Krytyk stwierdził, że piosenki dance’owe i rockowe są agresywniejsze, a utwory popowe są łagodniejsze i bardziej soulowe. Utworowi „Wanna Be Startin’ Somethin’” towarzyszy gitara basowa i perkusja w tle. Afrykańskie rytmy nadają piosence międzynarodowy klimat. „The Girl Is Mine” mówi o dwóch mężczyznach, którzy walczą o kobietę i kłócą się, który ją bardziej kocha. Utwory na albumie mają tempo od 80 uderzeń na minutę na „The Girl Is Mine” do 138 na „Beat It”.
Pomimo lekkiego, popowego klimatu obu tych albumów, Thriller mówi o zupełnie innych tematach niż Off the Wall. Z nowym albumem Jackson zaczął swój związek z ciemniejszymi tematami. Zauważyć to można na utworach: „Thriller”, „Billie Jean” i „Wanna Be Startin’ Somethin’”. W „Billie Jean” śpiewa o obsesyjnej fance, która twierdzi, że artysta jest ojcem jej dziecka. W utworze „Wanna Be Startin’ Somethin’” przemawia przeciwko plotkom i mediom, które je rozpowszechniają. „Thriller” jest utworem, który miał budzić strach u słuchacza. Swego głosu w singlu udzielił aktor związany z horrorami Vincent Price. W utworze można usłyszeć efekty dźwiękowe, na przykład skrzypienie drzwi i podłogi czy wycie wilków.
W „Beat It” potępia gangi. O utworze Jackson mówił: „Chodzi o to, że nie musisz być twardy. Możesz trzymać się z dala od walki i ciągle być mężczyzną. Nie musisz umrzeć, żeby udowodnić, że jesteś mężczyzną.”. Utwór „Human Nature” napisany z pomocą Steve’a Porcaro z grupy Toto jest posępny i introspekcyjny, co przejawia się w tekście: „Looking out, across the morning, the City’s heart begins to beat, reaching out, I touch her shoulder, I’m dreaming of the street.”.
Krytycy chwalili wokal Jacksona. AllMusic nazwał go „oślepiająco utalentowanym wokalistą”. „Rolling Stone” również pochwalił wokal Michaela. Magazyn napisał, że głos Jacksona jest „dorosły” oraz „zabarwiony smutkiem”. Michael Jackson podczas nagrywania albumu używał „wokalnej czkawki” (coś pomiędzy połykaniem śliny a próbą złapania powietrza), aby pokazać swoje emocje, na przykład strach czy smutek. Jackson już wcześniej używał „wokalnej czkawki” (po raz pierwszy na „It’s Too Late to Change the Time” w 1973).

## Wydanie
Thriller został wydany 30 listopada 1982 i został sprzedany w milionie kopii w pierwszym tygodniu. Siedem utworów z albumu zostało wydanych jako single. Wybranie „The Girl Is Mine” na pierwszy singel było złym wyborem, ponieważ część osób myślała, że album będzie niezadowalający oraz że piosenkarz pochylił się w stronę białych słuchaczy. „The Girl Is Mine” został zastąpiony przez „Billie Jean”, dzięki któremu album stał się przebojem w całym kraju. Sukces osiągnęło także „Beat It” z gościnnym udziałem gitarzystów Eddiego Van Halena i Steve’a Lukathera. Tytułowy utwór również ukazał się jako singel i także stał się hitem.
Okładka albumu przedstawia leżącego Michaela Jacksona ubranego w biały garnitur, który należał do fotografa Dicka Zimmermana. Inna wersja okładki przedstawia Jacksona z młodym tygrysem blisko nogi. Fotograf powiedział, że piosenkarz chciał trzymać tygrysa jak najdalej od twarzy, ponieważ bał się, że go podrapie. Inne zdjęcie z sesji, przedstawiające muzyka obejmującego tygrysa, zostało użyte na okładce edycji specjalnej albumu.
Album został wydany ponownie w 2001 jako Thriller: Special Edition. Oryginalne utwory zostały zremasterowane. Thriller: Special Edition zawiera dwa nowe utwory: „Someone in the Dark” i „Carousel”. Zawiera też wywiad z Quincym Jonesem i Rodem Tempertonem o nagrywaniu albumu.
W 2008 ukazała się trzecia edycja – Thriller 25. Jackson był na niej producentem wykonawczym. Na albumie znalazło się siedem dodatkowych piosenek, w tym nowa „For All Time”. Thriller 25 promowały single „The Girl Is Mine 2008” i „Wanna Be Startin’ Somethin’ 2008”.
Reedycja okazała się sukcesem komercyjnym i zdobyła szczyt w ośmiu europejskich krajach. W Stanach Zjednoczonych wspięła się na drugie miejsce, a w Wielkiej Brytanii na trzecie. Album wspiął się do pierwszej dziesiątki w trzydziestu innych krajach. Zdobył status złotej płyty w Wielkiej Brytanii, dwukrotnego złota we Francji i platyny w Polsce.
Po śmierci Michaela Jacksona w 2009, Thriller został czternastym najlepiej sprzedającym się albumem w tym roku, ze sprzedażą ponad miliona kopii.
W 2015 album został udostępniony na tydzień za darmo dla użytkowników w Stanach Zjednoczonych przez Google Play Music. Oferta nosiła nazwę Thriller (Google Play Exclusive Version). Google Play dodał do albumu dodatkowy, dziesiąty utwór zatytułowany „Billie Jean (Home Demo from 1981)”.

## Odbiór

### Krytyka
| Recenzje                      | Recenzje     |
| Publikacja                    | Ocena        |
| ----------------------------- | ------------ |
| AllMusic                      | 5/5 gwiazdek |
| Christgau’s Record Guide      | A            |
| Encyclopedia of Popular Music | 5/5 gwiazdek |
| Entertainment Weekly          | A            |
| MusicHound R&B                | 5/5          |
| Q                             | 5/5 gwiazdek |
| Rolling Stone                 | 4/5 gwiazdek |
| The Rolling Stone Album Guide | 5/5 gwiazdek |
| Slant Magazine                | 5/5 gwiazdek |
| The Village Voice             | A–           |

Thriller uzyskał bardzo pozytywne recenzje od wielu krytyków. Magazyn „Rolling Stone” dał albumowi 4 na 5 gwiazdek i napisał, że jest to „pikantne LP” oraz że głos Jacksona jest „pełny i dorosły”, a także że jest to album ze „wstrząsającym i mrocznym przekazem”. John Rockwell z „New York Times” w recenzji z 1982 również zwrócił uwagę na wiek piosenkarza. Napisał także, że Thriller jest „znakomitym popowym albumem” oraz że Michael Jackson jest „jednym z najlepszych piosenkarzy w dzisiejszej muzyce pop” i „na płycie jest mnóstwo hitów”.
Robert Christgau dał płycie ocenę A-, jednak później zmienił ją na A. W 1989 gazeta „Toronto Star” nazwała Thriller „arcydziełem” i napisała: „Komercyjny sukces od tego czasu usunął w cień artystyczne osiągnięcia na Thrillerze, a szkoda. Było to nagranie czasów, przepełnione zapierającym dech oczekiwaniem i lękiem przed światem dorosłych, genialna fantazja, która napełniała seksualnym żarem, a jednocześnie była miejscem na poważne refleksje.”.
Według „The Washington Post” album wyznaczył drogę dla innych afroamerykańskich artystów, takich jak Prince. „Time” napisał: „Jackson jest największą rzeczą po The Beatles. Jest najgorętszym singlowym fenomenem po Elvisie Presleyu. Może być najpopularniejszym czarnym muzykiem w historii.”.
Magazyn „Blender” nazwał Michaela Jacksona „wybitną ikoną popu późnego XX wieku”. „New York Times” nazwał piosenkarza „muzycznym fenomenem”. Jackson dzięki temu albumowi stał się wielką gwiazdą i zarazem o wiele bogatszy. Za każdą sprzedaną sztukę albumu dostawał 2 dolary amerykańskie. Album zajmuje ważną pozycję w amerykańskiej kulturze. Biograf J. Randy Taraborrelli wyjaśnia: „W pewnym momencie, Thriller przestał sprzedawać się jak przedmiot rekreacyjny–magazyn, zabawka, bilet na filmowy przebój–i zaczął sprzedawać się jak artykuł gospodarstwa domowego.”.
W momencie wydania albumu Gil Friesen, ówczesny prezydent A&M Records napisał w gazecie, że „cały przemysł ma udział w tym sukcesie”. „Time” napisał: „Thriller dał biznesowi [muzycznemu] najlepsze lata od 1978. Szacuje się, że całkowite dochody krajowe z tego albumu to 4 miliardy dolarów”.
Album jest ciągle doceniany przez krytyków, nawet kilka dekad po wydaniu. Stephen Thomas Erlewine z AllMusic dał płycie maksymalne pięć gwiazdek i napisał, że album „ma coś, co zainteresuje każdego”. Krytyk odniósł się także do „Wanna Be Startin’ Somethin’” i „Billie Jean”, pisząc: „Najlepsze piosenki na płycie: „Billie Jean” i wyśmienite „Wanna Be Startin’ Somethin’”. Dziennikarz odniósł się także do tytułowego utworu. Slant Magazine dał albumowi pięć gwiazdek i podobnie jak „Rolling Stone” zwrócił uwagę na tekst do „Wanna Be Startin’ Somethin’”. Jon Pareles z The New Rolling Stone Album Guide dał albumowi maksymalne pięć gwiazdek i napisał, że Jackson „podwoił swoje ambicje i pomnożył słuchalność”.
Krytyk Nelson George napisał, że piosenkarz „uczył R. Kelly’ego, Ushera, Justina Timberlake’a i niezliczoną ilość innych z Thrillerem jako książką”.
Wydawnictwo znajduje się w National Recording Registry, a teledysk do singla „Thriller” umieszczono w National Film Registry Biblioteki Kongresu. W 2003 album został sklasyfikowany na 20. miejscu listy 500 albumów wszech czasów dwutygodnika „Rolling Stone”. Slant Magazine umieścił go na 1. miejscu listy najlepszych albumów lat 80. Z kolei Pitchfork sklasyfikował Thriller na 27. miejscu klasyfikacji najlepszych płyt lat 80. Magazyn „NME” na swojej liście 500 albumów wszech czasów umieścił wydawnictwo Jacksona na miejscu 131. Absolute Radio sklasyfikowało album na 23. miejscu listy najlepszych albumów wszech czasów. 25 lat po wydaniu został wprowadzony do Grammy Hall of Fame.

### Nagrody
Jackson w 1984 wygrał siedem Nagród Grammy, w tym za Album roku (ang. Album of the Year). W tym samym roku wygrał osiem American Music Awards i trzy MTV Video Music Awards. 7 lutego 1984 Thriller stał się najlepiej sprzedającym albumem na świecie, bijąc tym samym Rekord Guinnessa.

### Sprzedaż

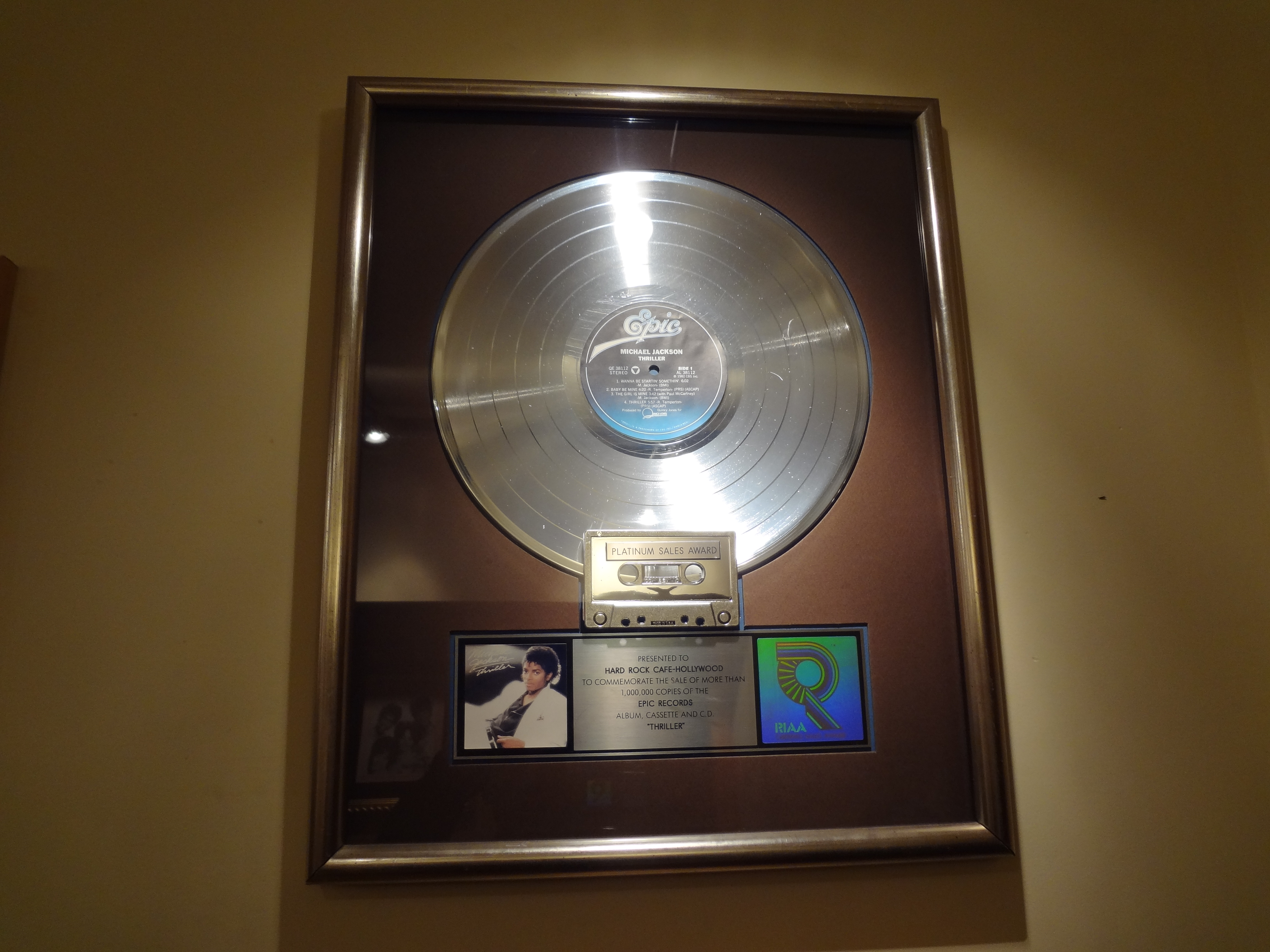
Platynowa płyta Thriller w Hard Rock Cafe w Kalifornii

16 grudnia 2015, album uzyskał status 30-krotnej platyny w Stanach Zjednoczonych, dzięki sprzedaniu 30 milionów kopii, co czyni go najlepiej sprzedającą się płytą w historii tego kraju. W 2017 uzyskał status trzydziestotrzykrotnej platyny w USA. Thriller podbił listy przebojów w wielu krajach. Sprzedał ponad 4 miliony kopii w Wielkiej Brytanii, zdobył status piętnastokrotnej platyny w Australii i sprzedał 2.5 miliona egzemplarzy w Japonii. Szacuje się, że sprzedał ponad 100 milionów sztuk na całym świecie. W pierwszej dziesiątce amerykańskiej listy przebojów Billboard 200 płyta spędziła cały rok, a na pierwszym miejscu spędziła łącznie rekordowe 37 tygodni.
Jest także jednym z czterech najlepiej sprzedających się albumów lat 1983–1984 w Stanach Zjednoczonych.

### Teledyski i równość rasowa

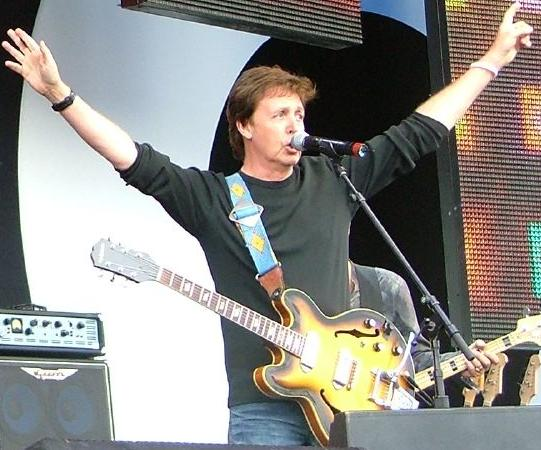
Teledyski i single z albumu (w tym duet z Paulem McCartneyem w utworze „The Girl Is Mine”) miały za zadanie promować równość rasową w Ameryce

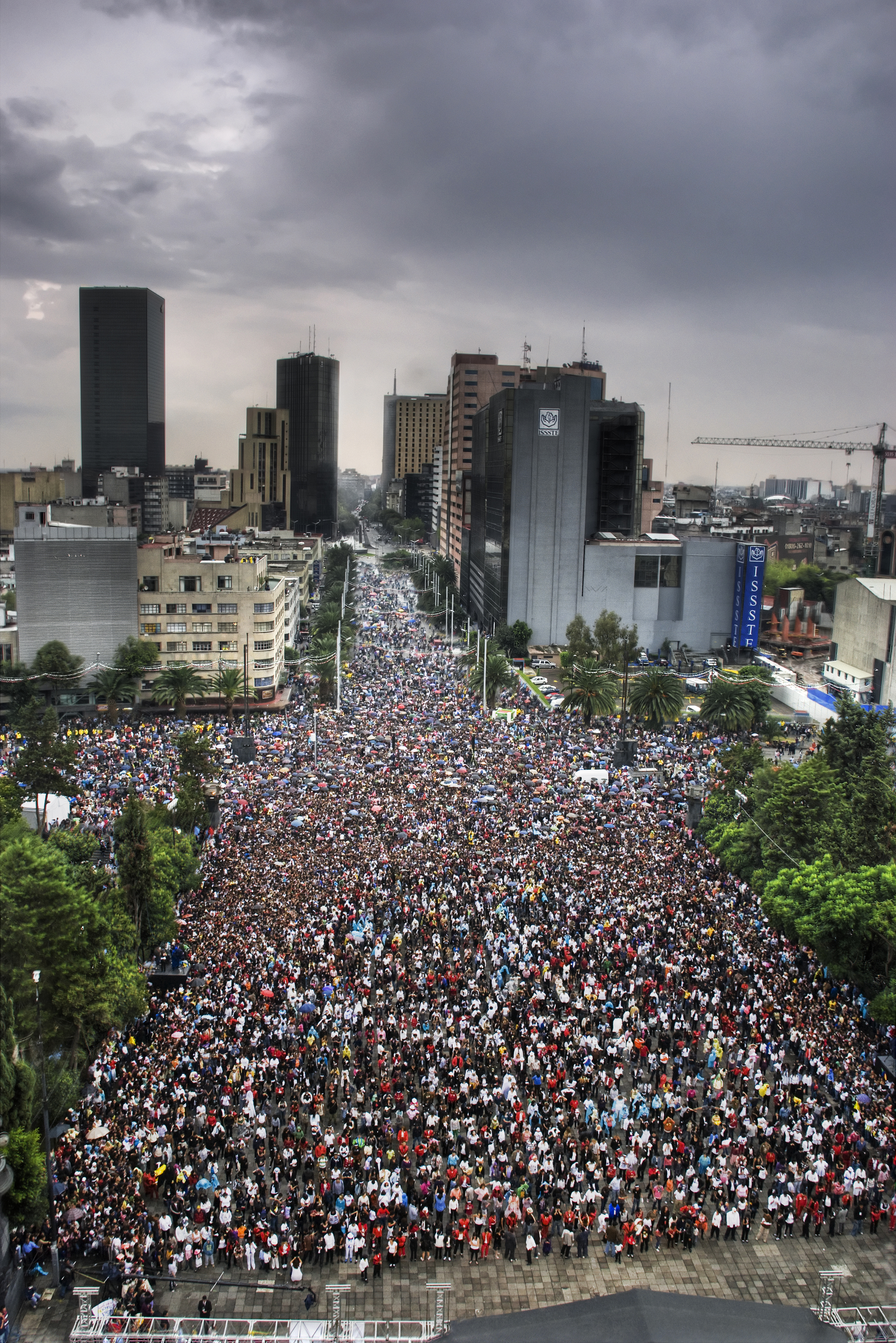
13 tysięcy ludzi tańczących „Thriller” w Meksyku ustanowiło Rekord Guinnessa

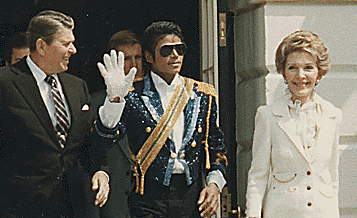
Przełamanie barier rasowych w muzyce popularnej objawiło się m.in. w spotkaniu piosenkarza z prezydentem USA Ronaldem Reaganem po wydaniu albumu

Przed wydaniem albumu Jackson starał się, aby jego teledyski były grane w MTV, lecz nie doszło do tego, ponieważ był czarnoskóry. Prezydent Columbia Records powiedział w kierunku MTV: „Nie zamierzam dawać wam więcej teledysków, ale zamierzam iść do ludzi i powiedzieć im, że do jasnej cholery, nie chcecie grać muzyki czarnego faceta”.
Później stacja przekonała się do Michaela Jacksona i zaczęła grać jego single „Beat It” i „Billie Jean” (także „Little Red Corvette” Prince’a), co pomogło innym czarnoskórym artystom do zdobywania popularności przez puszczanie ich singli w muzycznych stacjach. MTV niedługo potem zaprzeczyło temu, że ich stacja jest rasistowska. Jackson dodał do swoich teledysków różne skomplikowane układy taneczne, efekty specjalne i scenariusze, które miały podnieść ich popularność. Czternastominutowy teledysk do „Thriller” był grany w muzycznych stacjach średnio dwa razy na godzinę. Choreografia użyta w teledysku stała się częścią kultury popularnej i jest znana od Bollywood po więzienia na Filipinach.

## Lista utworów

### Wydanie oryginalne (1982)
| Strona pierwsza | Strona pierwsza                                | Strona pierwsza            | Strona pierwsza | Strona pierwsza |
| Nr              | Tytuł                                          | Autor tekstu               | Długość         |                 |
| --------------- | ---------------------------------------------- | -------------------------- | --------------- | --------------- |
| 1.              | „Wanna Be Startin’ Somethin’”                  | Michael Jackson            | 6:04            |                 |
| 2.              | „Baby Be Mine”                                 | Rod Temperton              | 4:21            |                 |
| 3.              | „The Girl Is Mine” (duet z Paulem McCartneyem) | Jackson                    | 3:43            |                 |
| 4.              | „Thriller”                                     | Temperton                  | 5:58            |                 |
| Strona druga    |                                                |                            |                 |                 |
| Nr              | Tytuł                                          | Autor tekstu               | Długość         |                 |
| 5.              | „Beat It”                                      | Jackson                    | 4:18            |                 |
| 6.              | „Billie Jean”                                  | Jackson                    | 4:54            |                 |
| 7.              | „Human Nature”                                 | Steve Porcaro, John Bettis | 4:07            |                 |
| 8.              | „P.Y.T. (Pretty Young Thing)”                  | James Ingram, Quincy Jones | 3:58            |                 |
| 9.              | „The Lady in My Life”                          | Temperton                  | 4:59            |                 |

### Edycja specjalna (2001)
| Nr  | Tytuł                                                    | Długość |
| --- | -------------------------------------------------------- | ------- |
| 1.  | „Wanna Be Startin’ Somethin’”                            | 6:04    |
| 2.  | „Baby Be Mine”                                           | 4:21    |
| 3.  | „The Girl Is Mine”                                       | 3:43    |
| 4.  | „Thriller”                                               | 5:58    |
| 5.  | „Beat It”                                                | 4:18    |
| 6.  | „Billie Jean”                                            | 4:54    |
| 7.  | „Human Nature”                                           | 4:07    |
| 8.  | „P.Y.T. (Pretty Young Thing)”                            | 3:58    |
| 9.  | „The Lady in My Life”                                    | 4:59    |
| 10. | „Interview With Quincy Jones About Someone In The Dark”  | 2:18    |
| 11. | „Someone In The Dark”                                    | 4:48    |
| 12. | „Interview With Quincy Jones About Being A Producer”     | 2:04    |
| 13. | „Billie Jean (Home Demo 1981)”                           | 2:20    |
| 14. | „Interview With Quincy Jones About Thriller's Song”      | 3:10    |
| 15. | „Interview With Rod Temperton About Vincent Price”       | 4:02    |
| 16. | „Interview With Quincy Jones About Vincent Price”        | 1:32    |
| 17. | „Voice-Over Session From "Thriller"”                     | 2:52    |
| 18. | „Interview With Rod Temperton About Carousel”            | 1:56    |
| 19. | „Interview With Quincy Jones About Carousel”             | 2:01    |
| 20. | „Carousel”                                               | 1:49    |
| 21. | „Interview With Quincy Jones Final Thoughts On Thriller” | 1:18    |

## Twórcy
Źródło: Książeczka albumu Thriller
- Tom Bahler – Synclavier (5)
- Brian Banks – syntezator (4), programowanie syntezatora (2)
- Michael Boddicker – syntezatory (1, 2), Emulator (6–9), Vocoder (8)
- Bruce Cannon – efekty dźwiękowe (4)
- Leon Chancler – perkusja (2, 6, 8)
- Paulinho Da Costa – instrumenty perkusyjne (1, 7)
- David Foster – syntezatory (3), aranżacje syntezatora (3)
- Gary Grant – trąbka (1, 2, 4), skrzydłówka (1, 2, 4)
- Nelson Hayes – uderzanie w kawałek drewna (1)
- Howard Hewett – wokal wspierający (8)
- Jerry Hey – trąbka (1, 2, 4), skrzydłówka (1, 2, 4), aranżacje rogu (1, 2, 4), aranżacje strunowe (3, 6), dyrygowanie orkiestrą smyczkową (3)
- Bunny Hull – wokal wspierający (1, 8)
- James Ingram – wokal wspierający (1, 8), keyboard Portasound (8), klaskanie (8), aranżacje muzyczne (8)
- Janet Jackson – wokal wspierający (8)
- La Toya Jackson – wokal wspierający (8)
- Michael Jackson – współproducent (1, 3, 5, 6), wokal wiodący (wszystkie utwory), instrumenty perkusyjne (5), uderzanie w kawałek drewna (1), wokal wspierający (1, 4–6), klaskanie (8), aranżacje wokalne (1, 3, 5, 6), aranżacje rytmiczne (1, 5, 6), aranżacje rogu (1), aranżacje syntezatora (6)
- Paul Jackson – gitara (5, 8, 9)
- Louis Johnson – gitara basowa (1, 3, 6, 8, 9), klaskanie (8)
- Quincy Jones – producent (wszystkie utwory), aranżacje rytmiczne (1, 3, 5), aranżacje wokalu (3), aranżacje muzyczne (8)
- Becky Lopez – wokal wspierający (1, 8)
- Jerry Lubbock – dyrygowanie orkiestrą smyczkową (6)
- Steve Lukather – gitara (3, 5, 7), gitara basowa (5), aranżacje muzyczne (7)
- Anthony Marinelli – programowanie syntezatora (2, 4)
- Paul McCartney – wokal wiodący (3)
- David Paich – syntezatory (2, 7, 9), pianino (3), aranżacje rytmiczne (3), aranżacje muzyczne (7)
- Dean Parks – gitara (3, 6)
- Greg Phillinganes – keyboardy (2), syntezatory (1, 2, 4–6, 8), Rhodes, programowanie syntezatora (8), klaskanie (8)
- Jeff Porcaro – perkusja (3, 5, 7, 9)
- Steve Porcaro – syntezatory (5, 7, 9), programowanie syntezatora (2, 3, 5, 7), aranżacje muzyczne (7)
- Vincent Price – recytowanie (4)
- Steven Ray – uderzanie w kawałek drewna (1), klaskanie (8)
- Bill Reichenbach – puzon (1, 2, 4)
- Greg Smith – Synergy (5), syntezator (6)
- Bruce Swedien – inżynier dźwięku (wszystkie utwory), miksowanie dźwięku (wszystkie utwory), efekty dźwiękowe (4)
- Chris Shepard – vibraslap (5)
- Rod Temperton – syntezatory (4), aranżacje rytmiczne (2, 4, 9), aranżacje wokalne (2, 4, 9), aranżacje syntezatora (2, 4, 9)
- Eddie Van Halen – solo gitarowe (5)
- Jerry Vinci – koncertmistrz (3)
- Julia Waters – wokal wspierający (1)
- Maxine Waters – wokal wspierający (1)
- Oren Waters – wokal wspierający (1)
- David Williams – gitara (1, 2, 4, 6)
- Larry Williams – saksofon (1, 2, 4), flet (1, 2, 4)
- Bill Wolfer – keyboardy (5), syntezator (1, 6), programowanie syntezatora (6)

## Listy przebojów

### Pozycje na koniec roku 1983
| Kraj              | Lista                                            | Pozycja |
| ----------------- | ------------------------------------------------ | ------- |
| Australia         | Kent Music Report                                | 1       |
| Austria           | Jahreshitparade Alben 1983                       | 1       |
| Kanada            | The Top Albums of 1983                           | 1       |
| Francja           | Les Albums (CD) de 1983 par InfoDisc             | 1       |
| Niemcy            | Top 100 Album-Jahrescharts                       | 2       |
| Włochy            | Gli album più venduti del 1983                   | 1       |
| Japonia           | 年間ヒット音楽アルバム 1983年(昭和58年) ベスト50 | 6       |
| Holandia          | Jaaroverzichten – Album 1983                     | 1       |
| Wielka Brytania   | Top U.K. Albums                                  | 1       |
| Stany Zjednoczone | Top Pop Albums                                   | 1       |
| Stany Zjednoczone | Top Black Albums                                 | 1       |

### Pozycje na koniec roku 1984
| Kraj              | Lista                                            | Pozycja |
| ----------------- | ------------------------------------------------ | ------- |
| Australia         | Kent Music Report                                | 2       |
| Austria           | Jahreshitparade Alben 1984                       | 3       |
| Kanada            | Top 100 Albums of 1984                           | 4       |
| Niemcy            | Top 100 Album-Jahrescharts                       | 5       |
| Japonia           | 年間ヒット音楽アルバム 1984年(昭和59年) ベスト50 | 1       |
| Holandia          | Jaaroverzichten – Album 1984                     | 4       |
| Szwajcaria        | Schweizer Jahreshitparade 1984                   | 1       |
| Wielka Brytania   | Top Albums of 1984                               | 6       |
| Stany Zjednoczone | Top Pop Albums                                   | 1       |
| Stany Zjednoczone | Top Black Albums                                 | 2       |

### Pozycje na koniec dekady 1980–1989
| Kraj            | Lista                        | Pozycja |
| --------------- | ---------------------------- | ------- |
| Australia       | Kent Music Report            | 3       |
| Austria         | Bestenlisten – 80er-Album    | 1       |
| Japonia         | Top Albums of 80s            | 2       |
| Wielka Brytania | Chart Archive – 1980s Albums | 3       |

## Certyfikaty
| Kraj                          | Certyfikat          | Sprzedaż   |
| ----------------------------- | ------------------- | ---------- |
| Australia (ARIA)              | 16× platynowa płyta | 1 120 000  |
| Austria (IFPI Austria)        | 8× platynowa płyta  | 400 000    |
| Kanada (MC)                   | 2× diamentowa płyta | 2 400 000  |
| Finlandia (Musiikkituottajat) | Platynowa płyta     | 129 061    |
| Francja (SNEP)                | 7× diamentowa płyta | 3 526 100  |
| Niemcy (BVMI)                 | 3× platynowa płyta  | 1 500 000  |
| Hong Kong (IFPI Hong Kong)    | Platynowa płyta     | 20 000     |
| Włochy (FIMI)                 | Platynowa płyta     | 1 000 000  |
| Japonia (RIAJ)                | Złota płyta         | 2 500 000  |
| Meksyk (AMPROFON)             | Platynowa płyta     | 1 600 000  |
| Nowa Zelandia (RMNZ)          | 12× platynowa płyta | 180 000    |
| Portugalia (AFP)              | Platynowa płyta     | 40 000     |
| Szwecja (GLF)                 | 4× platynowa płyta  | 400 000    |
| Szwajcaria (IFPI Szwajcaria)  | 6× platynowa płyta  | 300 000    |
| Wielka Brytania (BPI)         | 13× platynowa płyta | 4 400 000  |
| Stany Zjednoczone (RIAA)      | 33× platynowa płyta | 33 000 000 |